# Sanpaolo IMI
Die Sanpaolo IMI S.p.A. war bis zu seiner Verschmelzung mit der Banca Intesa zur Intesa Sanpaolo eine große Kreditbank in Italien mit Sitz in Turin.
Das Unternehmen beschäftigte rund 44.000 Mitarbeiter (2006). Innerhalb Italiens hatte die Bank fast 3.200 Zweigstellen und war darüber hinaus weltweit in 34 Ländern mit 142 Zweigstellen vertreten. Die Marktkapitalisierung lag bei rund 28 Milliarden Euro.
Sanpaolo IMI hielt die Mehrheit am Unternehmen Banca Fideuram.
Zum 1. Januar 2007 wurde die Sanpaolo IMI S.p.A. in die Banca Intesa S.p.A. eingegliedert. Beim Aktientausch per 2. Januar 2007 erhielten Sanpaolo-Aktionäre je Aktie 3,115 Intesa-Aktien. Das neue Unternehmen trägt die Bezeichnung Intesa Sanpaolo S.p.A. Damit entstand das zweitgrößte Kreditinstitut Italiens. 
Sanpaolo IMI schied damit als gelistetes Unternehmen aus dem Finanzindex FTSE MIB aus.